# Humanities and Social Sciences Communications
Humanities and Social Sciences Communications è una rivista accademica ad accesso aperto, sottoposta a revisione paritaria e pubblicata dalla Nature Portfolio. Tratta tutte le aree delle scienze sociali e delle scienze umane. È stata fondata nel 2014 col nome di Palgrave Communications (ISSN 2055-1045) e ha ottenuto il nome attuale nel 2020.

## Indicizzazione
Gli abstract e gli articoli della rivista sono indicizzati da:
- Arts and Humanities Citation Index[1]
- Current Contents/Arts & Humanities[1]
- Current Contents/Social and Behavioral Sciences[1]
- Index Islamicus
- Scopus[2]
- Social Sciences Citation Index[1]

Secondo il Journal Citation Reports, nel 2023 la rivista ha ricevuto un fattore di impatto pari a 3,7. Nel 2025 ha avuto un indice H pari a 64.